# 3 fructidor
3 thermidor 3 jour complémentaire
Le tridi 3 fructidor, officiellement dénommé jour du lycoperdon, est le 333e jour de l'année du calendrier républicain.
C'était généralement le 20e jour du mois d'août dans le calendrier grégorien.